# Vetenskapliga belägg
Vetenskapliga belägg tjänar till att antingen stödja eller gå emot en vetenskaplig teori eller hypotes. Sådana belägg förväntas vara empiriska och lämpligt dokumenterade i enlighet med de vetenskapliga metoder som gäller i respektive kunskapsfält. Normerna för vetenskapliga belägg kan variera beroende på vetenskapsområde, speciellt mellan naturvetenskap och samhällsvetenskap. Belägg är vad som krävs för att infria en så kallad bevisbörda.
Denna typ av bevisföring är annorlunda än matematisk och logisk bevisföring, där bevisen är absoluta och helt säker kunskap kan fås. De mätningar och observationer av verkligheten som ligger till grund för evidens brukar så gott som alltid innehålla osäkerheter (mätfel) och därför kan inga vetenskapliga belägg vara lika säkra som matematiska bevis. Mätfel kan dock vara så små att de i praktiken är försumbara.

## Användning av vetenskapliga belägg
Filosofer som Karl Popper har bidragit med inflytelserika teorier om vetenskaplig metod i vilka vetenskapliga belägg spelar en central roll. I korthet menar Popper att forskare skapar hypoteser som kan vederläggas/falsifieras eller verifieras genom att testa dem mot belägg eller kända fakta. Poppers teori visar på en asymmetri i det att belägg kan visa att en hypotes eller teori är felaktig genom att skapa fakta som motsäger hypotesen/teorin. I motsats till detta kan evidens inte bevisa att en hypotes/teori är korrekt, eftersom andra belägg kan upptäckas senare och motbevisa hypotesen/teorin.